# NGC 7758
NGC 7758 (другие обозначения — PGC 72497, ESO 606-10, NPM1G -22.0413) — галактика в созвездии Водолей.
Этот объект входит в число перечисленных в оригинальной редакции «Нового общего каталога».